# St. Katharinen-Orden
Der St. Katharinen-Orden (englisch Order of St. Katherine for Nurses) war eine Auszeichnung für Krankenpflegerinnen im Vereinigten Königreich Großbritannien und Irland. Stifterin war die Königin Victoria. Der Orden ist nach der heiligen Katharina von Alexandrien benannt worden und sollte gleichfalls das namensgleiche, aber auch älteste Hospital der Royal Foundation of St Katharine ehren. Besonders für die Pflichterfüllung und Lehrtätigkeit im Pflegedienst wurden die Auserwählten damit ausgezeichnet.
Erstmals wurden am 4. Juni 1879 drei Krankenschwestern mit dem Orden ausgezeichnet.
Das Ordensabzeichen bestand aus einem Oval, welches mit einem Band am linken Oberarm befestigt wurde. Die Mitte des Ovals war weiß emailliert und hatte einen breiten grünen Rand mit goldener Einfassung. Mittig zeigte es die Initialen „St. K.“ in erhabener goldener Schrift.
Mit der Auszeichnung war eine auf drei Jahre befristete Zahlung von jährlich 50 £ verbunden.